# RedSka
RedSka es una banda de ska-punk nacida en la localidad italiana de Cesena en 2001.

## Historia
Banda nacida en 2001, se empiezan a hacer un nombre a raíz de la victoria en un concurso de maquetas llamado "ConKorso", que les da derecho a grabar un disco. El álbum, llamado Mi son sbagliato nel confondermi es una mezcla de ska, raggamuffin, hardcore y reggae.
En 2007, reeditan su primer trabajo, esta vez de la mano de One Step Records, discográfica fundada por el cantante del grupo. En el, aparte, incluyen cinco vídeos en directo y el videoclip. Firman contrato también con la disquera alemana Mad Butcher Records, que a partir de ahora se encargará de editar sus trabajos en ese país. Cosecha buenas críticas tanto en Italia como en el resto de Europa y eso les permite sus primeras aventuras fuera de su país natal.
Un año después, en 2008, editan su segundo y, por ahora, último disco, titulado Le mie prigioni, un trabajo más duro y agresivo que el anterior, tanto por las letras, que hablan sobre los problemas del sistema actual, la religión, el antifascismo y el antirracismo, etc., como por su música. El álbum está lleno de colaboraciones de importantes grupos de la escena musical italiana actual, como Banda Bassotti, Matrioska o Los Fastidios, entre otros. La banda también realiza una gira por Europa, que le lleva a visitar Francia, Croacia, Alemania, Suiza y más.

## Discografía
- 2004 - Mi son sbagliato nel confondermi
- 2007 - Mi son sbagliato nel confondermi (Reedición)
- 2008 - Le mie prigioni
- 2012 - La Rivolta